# گاندن فودرانگ
گاندن فودرانگ (الفبای تبتی: དགའ་ལྡན་ཕོ་བྲང, Wylie: dGa' ldan pho brang, زبان تبتی راهنما:IPA: ˈkɑ̃̀tɛ̃̀ ˈpʰóʈɑ̀ŋ
؛ چینی: 甘丹頗章; پین‌یین: Gāndān Pōzhāng) دولتی است که دالایی لامای پنجم با کمک گوشی خان اهل خوشوت در سال ۱۶۴۲ تأسیس کرد. در آغاز این دوره لهاسا به عنوان پایتخت تبت انتخاب شد و گوشی خان در شهر شیگاتسی نشست و به دالایی لامای پنجم در تبت اختیار تام داد. پس از اخراج مغول‌های جونغار، تبت بین سالهای ۱۷۲۰ تا ۱۹۱۲ تحت سلطه اداری سلسله چینگ قرار گرفت، اما دولت گاندن فودرانگ تا حدود ۱۹۵۰ ادامه داشت و پس از آن تبت بخشی از چین شد. در اوایل دوران حکمفرمایی سلسله چینگ، شورای حاکم بر رژیم گاندن فودرانگ، کاشاگ نام داشت.